# バッケンレコードを超えて
『バッケンレコードを超えて』（バッケンレコードをこえて）は、2013年1月27日の日曜日16:05 - 17:20に、北海道文化放送制作・フジテレビ系で放送された日本のテレビドラマ。北海道文化放送開局40周年記念ドラマ。
2008年に北海道文化放送が制作したドキュメンタリー番組『バッケンレコードを越えて』を基にしたスキージャンプをテーマとしたドラマである。
題名の「バッケンレコード」はスキージャンプにおけるジャンプ台の最長不倒記録を意味する。ドキュメンタリーでは『バッケンレコードを越えて』であるが、ドラマタイトルでは『バッケンレコードを超えて』となっている。

## 概要
2008年、北海道文化放送はドキュメンタリー番組『バッケンレコードを越えて』を制作した。スキージャンプ選手・金子祐介が、札幌大倉山ジャンプ競技場の「バッケンレコード」を樹立してから、練習中の事故で生死にかかわる大怪我を負いながらも、後に妻となる婚約者をはじめ、周囲のサポートを受けて競技に復帰、そして2008年に現役を引退するまでの過程を追った。企画・取材・制作・ナレーションは近田誉。関東広域圏では2008年7月12日に放送され、第17回FNSドキュメンタリー大賞を受賞した。
ドラマ『バッケンレコードを超えて』は、このドキュメンタリーをもとに制作された。

## キャスト

### 神足家
神足はるか
演 - 比嘉愛未
浩輔の恋人。札幌の歯科医院で歯科衛生士として働く。
神足稔
演 - 佐藤正宏
はるかの父。
神足瑛子
演 - 山口詩史
はるかの母。

### 本田家
本田浩輔
演 - 福士誠治
スキージャンパー。ジャンパーだった父の影響でジャンパーを始める。オリンピック出場を有望視されていたが、練習中に大事故に遭う。金子祐介がモデル。
本田隆利
演 - 陣内孝則
浩輔の父で元スキージャンパー。かつてオリンピック代表選手のホープだった。浩輔には厳しく指導してきた。
本田留美
演 - 手塚理美
浩輔の母。当時憧れのジャンパーだった隆利と結婚。浩輔を精神的に成長させてくれたはるかに心から感謝している。
本田加奈子
演 - 田島ゆみか

### その他
高野コーチ
演 - 甲本雅裕
浩輔が所属するスキー部のコーチ。浩輔に可能性を見出し、北名工業への入社をすすめる。
梁川司
演 - 大泉洋（友情出演）
浩輔と同じスキー部の先輩。ケガに悩まされ、35歳で引退勧告を受ける。
白井菜摘
演 - 里田まい
はるかの親友。はるかと同じ歯科医院で働く歯科衛生士。良き相談相手。
安部雅文
演 ‐ 野村修一
病院で出会う中年の男
演 - 中井貴一（特別出演）
交通事故に遭った妻のリハビリのために、病院に通っている。
その他のキャストとして大村波彦、堀ひろこ、細野今日子、青木吾朗、佐藤亮太、遠藤秀治、足立智充、梅舟惟永、小泉彩。

## スタッフ
- 脚本・演出 - 後藤一也(UHB)
- 脚本 - 信本敬子
- 音楽 - Anan Ryoko
- スキージャンプ指導 - 菅野範弘、上野隆
- 撮影協力 - 日本航空、札幌市、千歳市、栗山町、北海道旅客鉄道、札幌市観光協会、札幌振興公社、札幌スキー連盟、札幌ジャンプスポーツ少年団、川崎市立川崎病院　ほか
- 技術協力 - ビデオスタッフ、オーテック
- 照明協力 - ザ・ホライズン
- 美術協力 - フジアール
- ポスプロ - バスク
- 映像協力 - フジテレビジョン、北海道新聞
- 制作統括 - 本間欧彦(UHB)、及川純(UHB)
- 協力プロデューサー - 近田誉(UHB)、樋口徹(FCC)
- プロデューサー - 吉岡史幸(UHB)、中山ケイ子(FCC)
- 制作協力 - FCC
- 制作著作 - 北海道文化放送